# Minuto luz
El minuto luz es una unidad de longitud astronómica. Equivale a la distancia recorrida por una onda electromagnética en el vacío en un minuto. Es decir, 17 987 547 480 metros (~ 18 Gm). Este es un valor exacto, ya que está definido en relación con la velocidad de la luz.
Algunas distancias astronómicas se expresan habitualmente en minutos luz. Entre estas, la distancia entre la Tierra y el Sol (unos 8,31 minutos luz) y la distancia de varias sondas espaciales lanzadas desde la Tierra.
En Astronomía, esta unidad de distancia utilizada en términos de tiempo es útil porque indica el retraso en las comunicaciones entre los dos puntos considerados.
- Datos: Q1328525